# モハメド・ビン・ハマム
モハメド・ビン・ハマム(محمد بن همّام Mohammed Bin Hammam、ムハンマド・ビン・ハンマーム 1949年5月8日 - )はアジアサッカー連盟(AFC)の元会長、FIFAの元理事。

## 概要
カタール・ドーハ生まれのカタール人。アジアサッカー連盟(AFC)の会長に就任したのは2002年8月、2007年5月・2011年1月（2011年は他に候補者がおらず、無投票で再選）に再選したが、FIFA会長選における嫌疑が元で2011年6月から職務停止処分となり、同年7月23日にFIFAからサッカー活動の永久資格停止処分を受けた。FIFAの理事は1996年から務めていて現在4期目であった。その後、2012年7月19日、ハマムの訴えを受けたスポーツ仲裁裁判所(CAS)は、ハマムに対するFIFAの永久活動停止処分を証拠不十分で無効とする決定を下した。これを受け、同年7月26日、FIFAは新たに最長90日間の暫定的な活動停止処分をハマムに科し、ハマムの不正の調査を継続した。暫定活動停止処分は延長され続け、12月17日にFIFAは改めて、ハマムに永久活動停止処分を下した。(永久活動停止処分の詳細は後述)

## 主な業績
ハマムはAFCの会長としてAFCチャンピオンズリーグの創設・改革やオーストラリアのAFC転籍などの事業で主体的な役割を担った事で広く知られている。またアジアサッカー全体の底上げを目的とした支援プログラムヴィジョン・アジア のプロジェクトを起案した事でも知られ、その仕事ぶりはアジア全体から高く評価されている。
またハマムの下で、アジアの実力下位の諸国の底上げを図るため、AFC内のFIFAランキング下位16ヶ国(2012年からAFC内のFIFAランキング25位以下のチーム)によるAFCチャレンジカップが創設され、2006年から開催されている（AFCアジアカップ本大会出場国が24に拡大されることになり、チャレンジカップは2014年大会で終了）。また、FIFAワールドカップなどの世界大会のアジア予選では、以前は実力が離れすぎた国が予選で対戦することがしばしば起き、強化の妨げになっていた為、2006 FIFAワールドカップ・アジア予選から実力に応じて(FIFAランキングで振り分け)、参加する予選の段階(例えば、2010 FIFAワールドカップ・アジア予選ではFIFAランキングアジア上位5位以内の日本は3次予選からの出場)を決め、実力が近い国同士が対戦することにより、強化が図られるようにした。
このような賞賛されるべき仕事ぶりの一方で、アジアサッカーに固執するあまり、アジア年間最優秀選手賞の選考の対象をアジアでプレーしているアジアの選手のみにしたり(つまりヨーロッパなどアジア外でプレーするアジアの選手は対象外)、アジア年間最優秀選手賞を含めたAFC年間アワード(AFCの年間各賞の表彰式) に出席しない選手は賞を剥奪し、出席した選手に与えることを決める(その為、出席できない選手は賞の対象外になる)などの改悪も行っており、彼の仕事に批判的な声もまた存在する。

## 経緯

### FIFA理事選
2009年5月に行われたAFC選出のFIFA理事選は事実上のハマムのAFC会長としての信任投票となった。ハマムの手法に批判的だった韓国、クウェート、日本、サウジアラビアなどがハマムの対立候補としてバーレーンサッカー協会会長のサルマンを支持するも、ハマム23票、サルマン21票、無効票2票でハマムのAFC選出のFIFA理事再選が決定した。改めてアジアサッカーが分裂的になっている現状を露わにした選挙戦となった。

### 第61回FIFA総会
2011年3月18日、ハマムは同年6月1日の第61回FIFA総会で行われるFIFA会長選への出馬を表明し、現FIFA会長のゼップ・ブラッターと争う姿勢を見せた。しかし、2022年ワールドカップのカタール招致における買収疑惑やFIFA会長選挙の票を集めるため、北中米カリブ海サッカー連盟 (CONCACAF) の会長だったジャック・ワーナーと共にカリブ海サッカー連合（CFU）のメンバーに賄賂を贈った疑惑 などが報道され、同年5月29日にFIFA会長選への出馬の取り止めを表明した。
FIFA総会では当時全206カ国の票のうち（2012年7月21日現在は209協会）、有効票の203票中186票を集めたブラッターが4期目続投が決定した。一方のハマムはワールドカップ招致の買収疑惑が原因で当分の間の職務停止処分を受けた。

### 永久失格処分
上記の買収問題による暫定職務停止処分の後、2011年7月23日、国際サッカー連盟の倫理委員会がハマムの永久活動資格停止処分を決定した。これによりハマムはサッカー界から永久追放されることとなり、同日AFC会長から正式に解任され、2011年7月29日からAFC会長代行を張吉龍が務めていた(ハマム解任後、2013年5月2日のAFC臨時総会でAFC会長選挙が行われ、バーレーンサッカー協会会長のサルマンがハマムの次のAFC会長として正式に就任した)。その後、2012年7月19日、ハマムの処分取り消しの訴えを受けたスポーツ仲裁裁判所(CAS)は、ハマムに対するFIFAの永久活動停止処分を証拠不十分で無効とする決定を下した。CASは今回の処分取り消し決定は証拠が不十分だったためであり、ハマムの潔白が証明されたわけではないとしている。これを受け、FIFAはCASの処分取り消し決定を懸念していると表明した。これを受け、同年7月26日、FIFAは新たに最長90日間の暫定的な活動停止処分をハマムに科し、ハマムの不正の調査を継続すると発表した。暫定処置処分は、FIFAから独立して再編され、2012年7月25日に活動を始めた新倫理委員会の要請で決めた。倫理委員会はハマムの金銭や、契約管理に不正の疑いがあったとする米会計事務所の報告書に基づいて調査を今後も継続していく方針であった。暫定的活動停止処分は延長され続け、2012年12月7日、FIFAは12月7日までのハマムの暫定的活動停止処分をさらに延長した。同年12月13日、FIFAはハマムの調査を証拠不十分で打ち切ったが、ハマムの暫定的活動停止処分は継続すると発表した。12月15日、ハマムはサッカー界での全ての役職を辞任すると文書でFIFAに伝えた。12月17日、FIFAは、ハマムに対して再び永久活動停止処分を下した。